# The Dark Eye
The Dark Eye (с англ. — «Тёмное око») — приключенческая компьютерная игра в жанре хоррор, созданная в 1995 году компанией Inscape и выпущенная в том же году издателем Time Warner Interactive для платформ PC и Mac.

## Исполнение
Внешне игра представляет собой сочетание трёхмерной графики, пластилиновой анимации и видео-фрагментов. Персонажи имеют выполненные из пластилина лица и причудливо-искажённые черты которые имеют гротескную выразительность.
Одним из актёров, принимавших участие в озвучивании персонажей, был писатель Уильям С. Берроуз. Он не только наделил голосом дядю Эдвина, но и озвучил серии слайдов, иллюстрирующих произведения Эдгара Аллана По — рассказ «Маска Красной смерти» и поэму «Аннабель Ли».
Музыку для игры написал английский музыкант Томас Долби.

## Геймплей
Фабула в основном завязана на «проигрывании» и прочтении произведений По. Новая сюжетная линия здесь играет роль рамки для общей композиции. Игровой режим делится на «настоящий», где разворачивается основная сюжетная нить, и «кошмарный» в котором инсценируются или читаются рассказы По.
Фактически, это игра в жанре point-and-click adventure, пронизанная мрачными историями Эдгара Аллана По. Игроку дается возможность прожить три рассказа («Бочонок Амонтильядо», «Сердце-обличитель» и «Береника») — в облике убийцы и жертвы, а также стать зрителем сцены произведения «Маска красной смерти». Игра не предоставляет ни ключевого выбора, ни решения, которое могло бы повлечь за собой смерть, ни привычных сохранений. Также в игре нет загадок, каких-либо головоломок, инвентаря и даже интерфейса применения предметов на объектах мира. Подобно некоторым другим играм в жанре point-and-click adventure — например, «Myst», игра просто дожидается, пока игрок доберется до новой знаковой точки или локации, где проигрывается очередное видео, дополняющее сюжет. Во время частей, которые напрямую повторяют  рассказы По, игрок вынужден действовать так же, как и персонажи рассказов.
Игрок может нести только один предмет одновременно.
Одна из особенностей The Dark Eye, характерная также для игры «Bad Day on the Midway» — это возможность в ходе прохождения переключаться между различными персонажами игры. В The Dark Eye игрок может переключаться между Убийцей и Жертвой — двумя главными действующими лицами каждой главы (Кошмарного сна). В определённый момент глаза такого персонажа начнут мерцать — и тогда можно либо «переселиться в новое тело», либо оставить всё как есть.
Большая часть анимации в игре состоит из QuickTime-видеороликов — либо полноэкранных, либо маленьких сегментов, встроенных в задний для постоянного проигрывания.

## Сюжет
Игра начинается со слов главного героя на фоне сюрреалистической заставки. Он говорит, что в события, которые с ним произошли, невозможно поверить, но он знает, что это был не сон и что он не безумен. Затем история начинается.
Главный герой, чьё имя остается в тайне на протяжении всей игры, наносит визит своему дяде Эдвину. Сначала игрок встречает неприятного слугу дядюшки, потом его самого. Ещё позже он встречает Генри — брата главного героя. Генри — молодой бизнесмен, мечтающий о браке со своей кузиной Элис (которая тоже живёт в доме дяди Эдвина). Затем, главный герой начинает испытывать неприятные ощущения от мерзкого запаха растворителя, который дядя использует для своих картин. Главный герой теряет сознание и проваливается в свой первый кошмар. После пробуждения главного героя Генри доверяет ему свою отчаянную ситуацию: Эдвин глубоко не одобряет его чувства к Элис. Затем главный герой встречает Элис, которая просит его передать Генри записку. Приходит очередной кошмарный сон. После него, игрок узнает, что Элис тяжело заболела. При встрече с Генри главный герой отдаёт ему записку от любимой. Вдруг в дверях появляется слуга. Он говорит, что Элис больше нет… Дядя говорит, что здешняя болотная почва не годится для погребения, так что главный герой, Генри, Эдвин, и его слуга относят тело Элис в подвал дома. Генри просит оставить неподалёку фонарь — на случай, если девушка очнётся. Дядюшка Эдвин отводит главного героя в сторонку и говорит, что Генри близок к безумию, но он знает, как можно излечить этот случай… Дядя пишет записку — якобы от Элис, в которой та просит, чтобы Генри встретил её на скалистом обрыве недалеко от дома. Дядя вручает эту записку главному герою, чтобы тот отдал её Генри. Получив предательскую записку, Генри тут же убегает из дома. Когда Генри стоит на скале, громко призывая возлюбленную, его бьёт чудовищная волна. Наблюдая издалека, игрок видит, что Генри остался цел, но к нему приближается слуга Эдвина… Завязывается борьба. Наконец, слуга сталкивает Генри со скалы в бушующее море. Дядя Эдвин обрушивает на главного героя вину за все случившиеся в доме несчастья, отправляя его по спирали в пропасть безумия. Он проходит сквозь рваные куски предыдущих кошмарных снов. Вернувшись в действительность, главный герой видит, что всё ещё живая Элис вырвалась из своего гроба. Она отчаянно зовёт дядюшку Эдвина. Окровавленные глаза Элис, выдавленные из глазниц, лишают главного героя рассудка. На этом игра заканчивается.